# K'inich K'uk' Bahlam II.

Umzeichnung einer Namensnennung von K'inich K'uk' Bahlam II.

K'inich K'uk' Bahlam II. war ein Herrscher (Ajaw) der Maya-Stadt Palenque, der von 764 bis nach 783 regierte. Er war ein Sohn von K’inich Ahkal Mo’ Nahb III. (* 678; † nach 736) und dessen Gemahlin Men Nik. Aus seiner Regierungszeit sind kaum Ereignisse bekannt. Die „Tafel der 96 Glyphen“ aus Palenque beschreibt seine Thronbesteigung am 4. März 764 (Lange Zählung 9.16.13.0.7, Kalenderrunde 9 Manik' 15 Wo) und würdigt sein Thronjubiläum nach Vollendung eines katun (7.200 Tage) im Jahr 783. Darüber hinaus sind lediglich Einsetzungen von Würdenträgern überliefert. Ein steinerner Porträtkopf, der in Palenque gefunden wurde, zeigt entweder K'inich K'uk' Bahlam II. oder den Dynastiegründer K’uk’ Bahlam I. (* 397; † 435).